# 索拉卡罗
索拉卡罗（法語：Sollacaro，法語發音：[sɔlakaʁo]）是法国南科西嘉省的一个市镇，属于萨尔泰讷区。

## 地理
索拉卡罗（41°44'39"N, 8°54'44"E）面积23.89 平方千米，位于法国南科西嘉省，该省份位于科西嘉南部，后者为地中海西部的一座岛屿，也是法国的一个单一领土集体，位于法国大陆部分的东南面，意大利半島的西面，最临近的地块是撒丁岛。
与索拉卡罗接壤的市镇（或旧市镇、城区）包括：卡萨拉布里瓦、奥尔梅托、皮拉-卡纳莱、塞拉迪費羅。

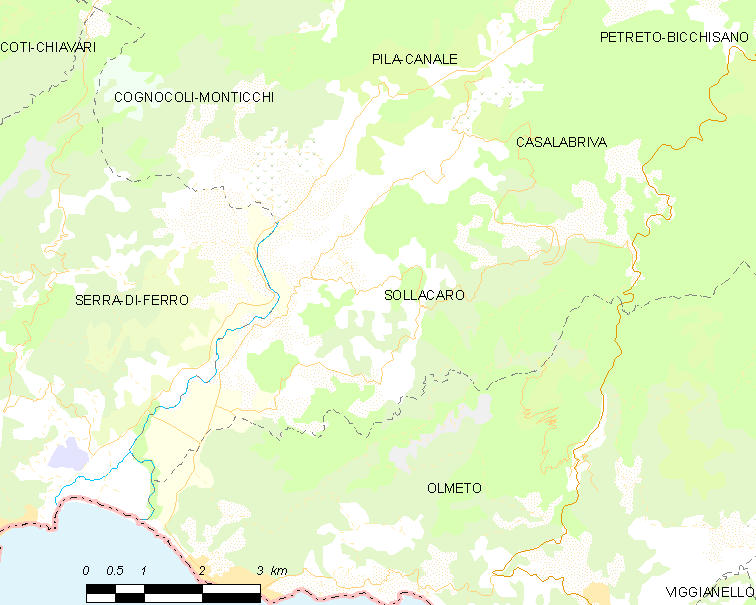
索拉卡罗的OSM定位图

索拉卡罗的时区为UTC+01:00、UTC+02:00（夏令时）。

## 行政
索拉卡罗的邮政编码为20140，INSEE市镇编码为2A284。

## 政治
索拉卡罗所属的省级选区为塔拉沃-奥尔纳诺县。

## 人口

1962-2008年间索拉卡罗人口变化图示

索拉卡罗于2022年1月1日时的人口数量为383人。